# 仏国寺多宝塔
仏国寺多宝塔（ぶっこくじ たほうとう、ハングル: 불국사 다보탑〈プルグクサ タボタプ〉）は、韓国、慶尚北道慶州市の仏国寺にある統一新羅時代（8世紀）の仏塔である。1962年12月20日、大韓民国国宝第20号に指定された。仏国寺は、1995年に「石窟庵」とともに国際連合教育科学文化機関（ユネスコ、UNESCO）の世界遺産に登録されている。

## 歴史
仏国寺は、仏教を公認した新羅第23代法興王（在位514-540年）代の530年頃（法興王15年〈528年〉ないし法興王22年〈535年〉）に創建され、次代の真興王35年（574年）に重創されたと伝わるが、信頼性に乏しいともいわれる。その後、統一新羅の景徳王10年（751年）に、大相（大宰相）金大城（700-774年）の発願により仏国寺の重建（再建）が開始され、恵恭王10年（774年）の大城の死後、恵恭王16年（780年）に完成したとされる。
多宝塔は、金大城が重修（再興）した景徳王10年（751年）頃、双塔として一対となる釈迦塔（ハングル: 석가탑〈ソッカタプ〉、三層石塔〈国宝第21号〉）と同じ年代に建立されたと推定される。
朝鮮時代の仏教弾圧の際、太宗7年（1407年）にはすでに仏国寺の名はなく廃寺になっていたと見られ、宣祖26年（1592年）、壬辰倭乱（文禄の役）により焼失したが、塔など一部石造物は残された。孝宗10年（1659年）に往時の10分の1ほどが再建された。

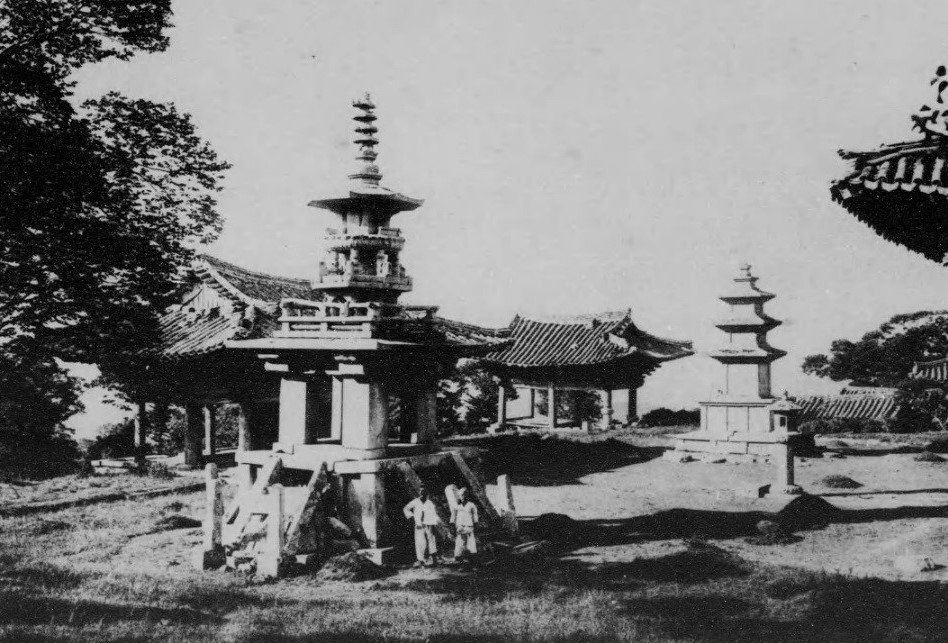
慶州仏国寺古塔（『韓国写真帖』総督府、1910年）

1902年の状態においては、石造構造物の一部が崩れるものの、双塔ならびに多宝塔基壇の獅子（狛犬）4体が残存したとされるが、現在は獅子像1体のみが残る。多宝塔は1925年に修復された後、1970年、1972年にも補修された。その後、欄干（勾欄）部の風化と異物の堆積から接合部に漏水が見られ、2008年12月より2009年にかけて解体修理が行われた。2016年9月の慶州地震においては、欄干の東側が一部損壊した。

## 名称と伝承
多宝塔の正式名称は「多宝如来常住証明塔」で、一方の釈迦塔は「釈迦如来常住説法塔」であり、東西に並ぶ双塔は、法華経にあるように（「妙法蓮華経」見宝塔品〈けんほうとうほん〉）、多宝如来が釈迦如来の説法を証明して並座したことを象徴する。
多宝塔は「影塔（有影塔）」、釈迦塔は「無影塔」とも称される。この呼称は、双塔の建立にまつわる説話によるもので、仏国寺の塔の造営の呼ばれた石工（造塔師）の阿斯達（アサダル）が、妻（妹とも）の阿斯女（アサニョ）を百済（唐）に残して新羅に赴いた。多宝塔を完成させ釈迦塔の建立に専心する頃、帰りを待ちわびた妻が遠く仏国寺を訪ねたが、女性は入ることもかなわなかった。そんな折、僧侶に近くの池（影池〈ヨンジ〉）で祈れば完成したとき塔の影が映るといわれ、これを待ち望んだある月夜、池に多宝塔の影が映るも釈迦塔は映らず、悲しみのあまりついに阿斯女は池に身を投げた。翌朝、塔を完成させた阿斯達は、池で妻の死を知り号泣して後を追い投身したといわれる。

## 構造
2塔を金堂の前に置く双塔形式は、統一新羅以後の寺院に多く見られ、多宝塔と釈迦塔の高さも同じぐらいである。多宝塔は高さ約10.4メートル (10.29m) で相輪の宝珠（水烟宝珠）が欠損する以外は完形を保つ。一方、釈迦塔の相輪を除いた高さは約8.2メートル（総高10.75m）となる。しかし、大雄殿前庭の東側の多宝塔と西の釈迦塔で、両塔の形式が大きく異なる様式は特殊である。
多宝塔は、華やかな宝石をまとった多宝如来を象徴するもので、韓国の一般型石塔の形式に従わない特殊型石塔（異形石塔）のなかでもとりわけ奇抜な意匠を形成し、ほかに例のないものである。純白で良質な花崗岩より造成され、基壇は方形で、幅4.4メートル。四方に階段（宝階）と石欄（欄干の石柱）がある。塔身は3層からなり、第1層は四角形で、第2層は八角形となり、第3層は円形のような変化が見られる。下方の四角形部分から上方の円形部分への移行は、角で表される現世から丸い仏界に向かう教えを表現するものといわれる。
塔身の第1層は中央の塔心および基壇上の四隅に方形の柱を立て、肘木状の持ち送りにより屋蓋の板石（葛石〈甲石〉、鬘石）を支える。第2層には1層目の屋蓋の上に方形の欄干を巡らせたなかに八角形の塔身があり、次いで八角の屋蓋（葛石）上に八角形の欄干が囲み、内側は節竹（竹の節）状の8本の石柱により塔身の周りが囲まれる。第3層はハスの彫刻が施された屋蓋（蓮華石〈反花座〉）の上に、塔身周囲にある花芯形（大斗形）の支柱8本が八角形の蓋石（笠石）を支える。
相輪部は、露盤・覆鉢・仰花（請花）・宝輪・宝蓋がほぼ完形で残存し、頂部の宝珠が補完される。基壇上には現在、1体の獅子像のみ据え置かれるが、かつては基壇の四隅それぞれにあった。この獅子像は当初からのものでなく、蓮華座の花文様や首飾りの装飾により9世紀に追加されたものと考えられる。